# I hus til halsen
I hus til halsen er et dansk reality-boligprogram sendt på DR1 og DRTV. I programmet får en familie, der har svært ved at få solgt sit hus, hjælp fra både venner og familie og fra programmets værter til at gøre huset mere salgbart. Realityprogrammet er blandt de mest sete tv-serier i Danmark. Det blev sendt første gang i 2013 og kører i 2025 i sin 13. sæson.

## Idé
I hver episode får en familie, der gerne vil sælge sit hus, hjælp til at gøre huset mere salgbart. Typisk har familien forinden forgæves forsøgt i årevis at komme af med huset, og ofte er den økonomisk trængt på grund af det usolgte hus. I programmet kommer hjælpen både fra familiens eget netværk i form af familie og venner og fra en designer og en håndværker, som DR stiller til rådighed, samtidig med at en ejendomsmægler kommenterer huset og mulige salgspriser. Når udsendelsen er slut, kommer der en epilog, hvor seerne får at vide, om huset er blevet solgt eller ej.

## Værter
I de første fire sæsoner (2013-2016) var værterne ejendomsmægler Jesper Nielsen og indretningsdesigner Anders Faarborg. Fra og med sæson 3 (2015) var tømrer Dennis Lindequist en del af holdet. I sæson 5 (2017) blev Faarborg afløst af Søren Vester. Fra sæson 7 (2019) overtog Line Franck ejendomsmægler-værtsrollen fra Jesper Nielsen, og fra sæson 12 (2024) afløste designer Kalle Thesbjerg Søren Vester.

## Modtagelse
I hus til halsen har været en stor seersucces, der i lang tid har været blandt de mest sete tv-programmer i Danmark. Politiken konstaterede i en anmeldelse i 2019, at såvel værterne som de følelsesladede situationer for virkelighedens skæbner, der kunne være i en økonomisk klemme, var vigtige årsager til programmets popularitet.